# Districtul Levoča

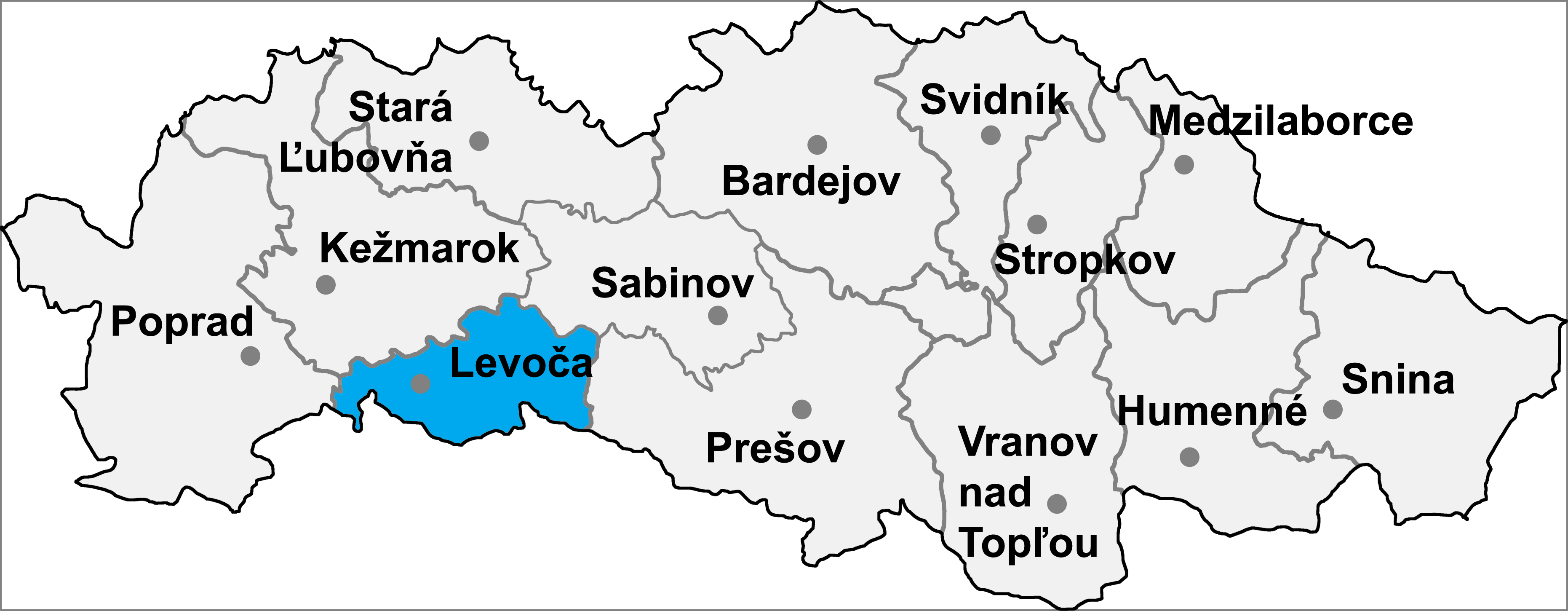
Districtul Levoča

Districtul Levoča (okres Levoča) este un district în Regiunea Prešov din Slovacia estică.

## Demografie
| An:                | 1994   | 2004   | 2014   | 2024   |
| ------------------ | ------ | ------ | ------ | ------ |
| Număr de persoane: | 30.330 | 32.266 | 33.391 | 33.310 |
| Diferență:         |        | +6,38% | +3,48% | −0,24% |

| An:                | 2023   | 2024   |
| ------------------ | ------ | ------ |
| Număr de persoane: | 33.192 | 33.310 |
| Diferență:         |        | +0,35% |

## Comune
- Baldovce
- Beharovce
- Bijacovce
- Brutovce
- Buglovce
- Dlhé Stráže
- Doľany
- Domaňovce
- Dravce
- Dúbrava
- Granč-Petrovce
- Harakovce
- Jablonov
- Klčov
- Korytné
- Kurimany
- Levoča
- Lúčka
- Nemešany
- Nižné Repaše
- Oľšavica
- Ordzovany
- Pavľany
- Poľanovce
- Pongrácovce
- Spišské Podhradie
- Spišský Hrhov
- Spišský Štvrtok
- Studenec
- Torysky
- Uloža
- Vyšné Repaše
- Vyšný Slavkov